# Los Brothers
Alex Gárgolas Presenta: Los Brothers es un álbum recopilatorio de varios artistas producido por Alex Gárgolas y por su compañía discográfica Alex Gárgolas Productions. Tiene las participaciones de exponentes de reguetón como Arcángel, Don Omar, De la Ghetto, Jowell & Randy, Nicky Jam, Cosculluela, entre otros.
En este álbum fue donde Arcángel & De la Ghetto grabaron su primera canción como dúo después de su separación en inicios del 2007. La producción venía preparándose desde mayo de 2007, cuando le preguntaron sobre los cambios musicales del reguetón y el menor uso de dembow.

## Lista de canciones
| N.º   | Título                        | Intérprete(s)                                                 | Duración |  |
| 1.    | «Intro»                       | Cosculluela, Mario VI, Arcángel, Valentino, Don Omar, Farruko | 5:05     |  |
| 2.    | «Terminamos agresivo»         | Randy                                                         | 3:42     |  |
| 3.    | «Te estoy buscando»           | Arcángel & De la Ghetto                                       | 3:57     |  |
| 4.    | «Yo no le temo a los nombres» | Cosculluela, Jomar                                            | 3:17     |  |
| 5.    | «Morir de amor»               | Magnate & Valentino, Arcángel                                 | 4:07     |  |
| 6.    | «Serás mía»                   | Ángel & Khriz                                                 | 3:10     |  |
| 7.    | «Se fue»                      | Joel                                                          | 4:02     |  |
| 8.    | «The Party Getting Started»   | Lina G                                                        | 4:18     |  |
| 9.    | «Dos amantes, Dos amigos»     | Mario VI, La Sista                                            | 2:51     |  |
| 10.   | «I Love You»                  | Nicky Jam                                                     | 3:08     |  |
| 11.   | «Hazte la loca»               | Jowell                                                        | 3:17     |  |
| 12.   | «Si te toco»                  | Diel                                                          | 3:53     |  |
| 13.   | «Don't Stop»                  | Fade & Juno                                                   | 3:28     |  |
| 14.   | «Deja que te toquen»          | Alex Killer                                                   | 3:37     |  |
| 52:20 |                               |                                                               |          |  |

## Posicionamiento en listas
| Listas (2008)                        | Mejor posición |
| ------------------------------------ | -------------- |
| Estados Unidos (Latin Rhythm Albums) | 12             |